# 長華
長華（1674年5月11日），清朝康熙帝的儿子（实际的六子，但因早殇未序齿）。生于康熙十三年（1674年）四月初六，生母是马佳氏，当时康熙皇帝虚岁二十一。長華是胤祉的亲生哥哥，只活了一天，当日去世。